# 1157
1157 (MCLVII) a fost un an obișnuit al calendarului iulian.

## Evenimente
- 12 ianuarie-16 martie: Califul Al-Muqtafi apără cu succes Bagdadul în fața coaliției forțelor sultanului Muhammad de Hamadan și atabegului Qutb-adin de Mosul.
- 26 aprilie: Victorie a atabegului Nur ad-Din asupra cavalerilor ospitalieri în dreptul localității Paneas.
- 8 mai: După moartea sultanului selgiucid Ahmad Sanjar, Horasanul trece în posesia șahilor din Horezm.
- 11 mai: Emirul Nur ad-Din proclamă djihad-ul, după care părăsește Damascul pentru a-i asedia pe cruciații din Paneas; regele Balduin al III-lea al Ierusalimului reușește să îi respingă pe atacatori.
- 19 iunie: Bătălia de la lacul Meron. Cavalerii templieri sunt înfrânți de către emirul Damascului, Nur ad-Din, iar marele maestru al ordinului, Bertrand de Blanquefort, este luat prizonier.
- 21 august: La moartea regelui Alfonso al VII-lea, regatul se divide între cei doi fii ai săi, Sancho al III-lea (în Castilia) și Ferdinand al II-lea (în Leon).
- 23 octombrie: Bătălia de la Grethe Hede: regele Sven al III-lea al Danemarcei cade în luptă, pe tron rămânând Valdemar I; momentul marchează încheierea războiului civil din Danemarca și unificarea statului.
- 26 octombrie: Conciliul de la Reims definește o procedură de confruntare a ereticilor.

### Nedatate
- august: Un puternic cutremur de pământ devastează Siria; la Alep, cele mai multe dintre turnurile orașului se prăbușesc, iar locuitorii se refugiază pe câmpiile din afara cetății; seismul atinge și Tripoli, Beirut, Tyr, Homs, Maara, Harran, iar Hama și Chayzar sunt și ele afectate; de situația din Chayzar, reședința munqidhiților (al căror conducător, Muhammad ibn Munqidh, moare), încearcă să profite atât secta asasinilor cât și cruciații.
- octombrie: Conciliul de la Besancon; se produce ruptura dintre papalitate și împăratul Frederic Barbarossa, ca urmare a intenției acestui de a impune pe scaunul papal un candidat propriu.
- octombrie: Emirul Nur ad-Din de Alep și Damasc cade bolnav pentru mai mult de un an, nu înainte de a lua măsuri de refacere a Alepului distrus de cutremur și de a reprima o revoltă a șiiților din Alep; de instabilitatea instaurată după boala sa caută să profite cruciații, care ocupă mai multe fortărețe și pradă împrejurimile Damascului.
- Albert I de Brandenburg începe un program de eliminare a slavilor din zona Balticii.
- Bătălia de la Ewloe. Regele Henric al II-lea al Angliei, care invadase Țara Galilor, este înfrânt de galezii conduși de Owain Gwynedd.
- Este întemeiat orașul Freiburg de către ducele Berthold al IV-lea de Zahringen.
- Regele Erik al IX-lea Jedvardson al Suediei conduce o campanie de creștinare a Finlandei; cruciada împotriva finilor este condusă de episcopul de Uppsala, care devine martir; creștinarea înregistrează succes doar în regiunea din jurul orașului Turku.
- Regele Henric al II-lea al Angliei acordă o chartă negustorilor din Lincoln.
- Regele Henric al II-lea al Angliei obține din partea regelui Malcolm al IV-lea al Scoției restituirea comitatelor Northumbria, Westmorland și Cumbria, ocupate de scoțieni în timpul războiului civil dintre regina Matilda și regele Ștefan I (Etienne de Blois).

## Arte, Știință, Literatură și Filozofie
- 31 martie: Printr-o chartă, se înființează colegiul Saint-Etienne din Troyes, care va deveni necropola conților de Champagne.
- Este redactat Ritmo laurenziano, unul dintre primele texte în vulgara italiană.

## Înscăunări
- Începutul anului: Geoffroi Plantagenet, conte de Nantes (1157-1158).
- 15 mai: Andrei Bogoliubski, mare cneaz de Rostov-Suzdal (1157-1174).
- 11 iunie: Albert I (Albert Ursul), margraf de Brandenburg.
- 21 august: Sancho al III-lea, rege al Castiliei (1157-1158).
- 21 august: Ferdinand al II-lea, rege al Leonului (1157-1188).
- 23 octombrie: Valdemar I, rege al Danemarcei (1157-1182).

## Nașteri
- 8 septembrie: Richard I "Inimă de Leu", rege al Angliei (d. 1199)
- Alexander Neckham, om de știință, literat și abate englez (d. 1217)
- Alfonso al II-lea, rege al Aragonului (d. 1196).
- Leopold al V-lea de Babenberg, duce de Austria și Stiria (d. 1194).

## Decese
- 8 mai: Ahmad Sanjar, sultan selgiucid în Horasan (n. 1084 sau 1086)
- 15 mai: Iuri Dolgoruki, cneaz rus (n.c. 1099)
- 16 august: Ramiro al II-lea, rege al Aragonului (1134-1137), (n. 1075)
- 21 august: Alfonso al VII-lea al Leonului și Castiliei (n. 1105)
- 23 octombrie: Svend al III-lea, rege al Danemarcei (n. 1125)
- Eystein Haraldsson: rege al Norvegiei (n. 1125)
- Guillaume al IV-lea, duce de Burgundia (n. ?)
- Muhammad ibn Munqidh, conducător în orașul Chayzar (n. ?)